# Warren Ellis
Warren Girard Ellis (16 febbraio 1968) è un fumettista, giornalista e scrittore britannico.
Ellis è famoso per aver inciso dalla fine degli anni novanta sulle proposte editoriali di due compagnie quali i Wildstorm Studios di Jim Lee e l'Avatar Press. Per la prima è riuscito a portare un rinnovamento nelle dinamiche interne ai gruppi di supereroi e nel loro impatto con la realtà sociopolitica. Un esempio è la serie The Authority, una delle più imitate degli ultimi anni. Per quanto riguarda Avatar, l'ha trasformata da piccola casa editrice indipendente di genere porno soft-core in una produttrice di serie horror (e non solo) di alta qualità, e che annovera grandi artisti e scrittori. È anche autore di sceneggiature televisive.

## Carriera
La carriera di Ellis inizia su un magazine indipendente dal nome Deadline con una storia di 6 pagine nel 1990. Scrive poi una storia per Judge Dredd e per il Doctor Who.
Con Lazarus Churchyard (pubblicato sul magazine indipendente Blast! Magazine) viene conosciuto anche dalla critica specializzata e nel 1994 approda alla Marvel dove scrive la serie Hellstorm, con uno stile che ricorda la linea Vertigo, fino al numero 21.
Scrive anche la serie Doom 2099 in cui trasforma il monarca di Latveria, Victor von Doom, nel dittatore dell'universo futuristico della Marvel Comics. Scrive poi un ciclo di storie per Excalibur, Druid (dedicata ad un mago che aveva militato brevemente nei Vendicatori), tre storie del Dottor Strange e un ciclo di quattro numeri per Thor che trasforma e aggiorna il personaggio per il pubblico contemporaneo: nella mini-saga l'eroe si concede per la prima volta ai piaceri carnali con l'Incantatrice. Scrive anche alcuni numeri per la serie Ultraforce gruppo di supereroi con i personaggi principali della linea Ultraverse acquistata dalla Marvel negli anni novanta. Scrive poi Carnage: Mindbomb, one shot disegnato da Kyle Hotz, con protagonista Carnage e la sua pazzia.
Ellis poi comincia a collaborare con DC Comics (la seconda casa editrice di fumetti più importante degli Stati Uniti), e soprattutto con la Image Comics e la WildStorm di Jim Lee, per cui crea DV8, uno spin-off della serie Gen 13, e trasforma la serie Stormwatch nella serie più influente degli anni novanta, che rinnova il concetto di supergruppo. Insieme al disegnatore Bryan Hitch crea Authority, il maggior successo della Wildstorm degli ultimi anni, che porta avanti l'idea di base di Stormwatch: chi possiede superpoteri, deve usarli per cambiare il mondo e i suoi personaggi decidono che è arrivato il momento di imporre un nuovo ordine mondiale.
Nel 1997 Ellis crea per la DC Helix (poi passato all'etichetta Vertigo), Transmetropolitan, una serie di fantascienza alternativa con protagonista un giornalista anarchico e trasgressivo (per la quale Ellis sembra essersi ispirato anche al collega Alan Moore). Transmetropolitan dura per i 60 numeri previsti dall'autore (con alcuni numeri speciali), e raccoglie grandi successi di pubblico e critica.
Nel 1999 esce Planetary, altra serie Wildstorm disegnata da John Cassaday dove l'autore britannico scrive un compendio della "pop culture" soprattutto della prima metà XX secolo, manifestando grande rispetto e amore per i fumetti e in particolare per la produzione pulp.
Per la Vertigo scrive un breve ciclo di Hellblazer interrotto dopo le polemiche per la censura della storia Shoot che parlava di violenza giovanile scritto proprio durante il massacro della Columbine High School.
Torna poi alla Marvel e scrive varie serie sui mutanti tra cui Wolverine, X-Man, X-Force, Generation X ed il team-up X-Men/Wildcats: The Dark Age. Scrive anche la serie Satana, sorta di sequel di Hellstorm, ma viene censurata dalla nuova dirigenza Marvel, che preferisce produrre storie più adatte agli adolescenti. Ellis lascia quindi la casa editrice dell'Uomo Ragno e torna a collaborare con la Wildstorm.
Nel 2003 esce, sempre per la Wildstorm, la serie in dodici parti Global Frequency, oltre alla collaborazione con piccoli editori indipendenti come Avatar Comics, AiT/Planet Lar (compagnia alternativa che si occupa non solo di fumetti, ma di editoria in genere) e Image Comics. In particolare con la Wildstorm realizza i progetti: Reload, Red, Mek, Two Step, Ocean e Desolation Jones dove riprende le tematiche di Transmetropolitan.
Per la Top Cow pubblica Fell serie noir opzionata da alcuni studios televisivi.
Per la DC Comic scrive Jack Cross, chiusa con molte polemiche dopo pochi numeri.
Nel 2004 Ellis torna alla Marvel per realizzare un progetto di tre miniserie incentrato sul supergruppo degli Ultimates, in modo da ovviare alla cronica lentezza della serie principale disegnata dal suo vecchio collaboratore Bryan Hitch e introduce alcuni personaggi come Ultimate Galactus e Ultimate Silver Surfer. Successivamente realizza un arco narrativo di 6 episodi per Ultimate Fantastic Four, dove introduce la versione Ultimate del Dr. Destino, oltre a vari altri progetti incentrati sull'universo Ultimate. Inoltre inaugura la nuova serie dedicata all'Iron Man dell'universo classico, con la saga Extremis.

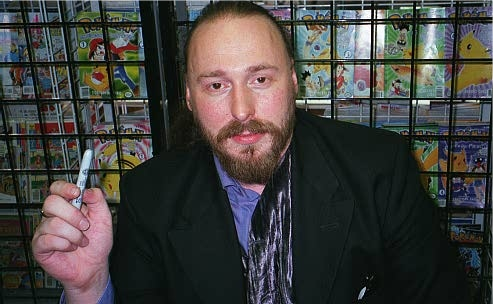
Warren Ellis nel 2000.

Nel 2006 dà vita alla serie Nextwave che racconta le avventure di un supergruppo antiterrorismo che al contempo una parodia e una satira dei plot classici dei supergruppi Marvel e DC (la critica straniera lo ha definito Monty Python meets the X-Men), due miniserie dedicate ai vecchi personaggi del defunto New Universe (universo Marvel alternativo senza però i personaggi classici come Uomo Ragno o X-Men, voluto da Jim Shooter a metà anni ottanta e finito subito nel dimenticatoio nonostante opere revisioniste interessanti come Star Brand) e due mini serie per la Avatar Blackgas e Wolfskin, rivisitazione del genere fantasy alla Conan.
Verrà pubblicata anche una nuova miniserie in 6 numeri per la fine del 2008.
Nel 2008 lancia FreakAngels un webcomics ambientato in un futuro distopico.
Ellis ha sceneggiato la serie Thunderbolts dal numero 110 al 121, collocati cronologicamente dopo gli eventi del crossover Civil War e ha preso il posto di Joss Whedon su Astonishing X-Men, con i disegni di Simone Bianchi.
Dal 2014, in occasione dell'All New Marvel NOW!, scrive il primo arco narrativo del rilancio della testata Moon Knight e, nello stesso periodo, crea la serie Trees per la Image Comics.
Dal 2015 scrive i testi dei primi 12 albi di James Bond per la casa editrice Dynamite Entertainment pubblicati in Italia da Panini Comics. Inoltre, realizza la miniserie Karnak, dedicata all'omonimo personaggio Marvel degli Inumani, e crea un'altra serie per la Image, Injection, con il disegnatore Declan Shalvey, già suo collaboratore su Moon Knight.
Nel 2017 torna alla DC Comics come curatore della collana The Wild Storm, per la quale scrive i testi della serie omonima, avente il compito di rilanciare i personaggi dell'etichetta fondata da Jim Lee negli anni '90, ai quali Ellis aveva già lavorato. Comincia anche a lavorare, in qualità di showrunner, alla serie animata Castlevania prodotta da Netflix, tratta dal terzo capitolo dell'omonima saga videoludica.

## Accuse di coercizione sessuale
Nel giugno 2020, diverse donne (incluse la musicista Meredith Yayanos, l'artista Zoetica Ebb e la fotografa Jhayne Holmes) hanno accusato pubblicamente Ellis di coercizione sessuale e manipolazione, di essersi impegnato in relazioni simultanee con diverse di loro senza che le altre lo sapessero. Alcuni giornali, come il Daily Beast e il Guardian, hanno riportato la notizia della denuncia del comportamento di Ellis da parte di numerose donne; queste testimonianze sono poi state pubblicate, nel luglio 2020, su un nuovo sito web, SoManyofUs.com, che contiene resoconti di manipolazione, gaslighting, coercizione, e altre forme di violenza emotiva.
Ellis si è poi dichiarato colpevole, assumendosi la responsabilità per i propri errori e chiedendo scusa; successivamente, ha affermato che avrebbe provato ad andare in terapia. A seguito delle denunce, Ellis è stato allontanato da numerosi progetti editoriali.

## Opere
Marvel Comics
- Hellstorm: Prince of Lies nn. 12-21 (1994)
- Excalibur nn. 83-103 (1994-1996)
- Ghost Rider Annual (1994)
- Ghost Rider n. 55 (1995)
- Starjammers miniserie di 4 numeri (1995)
- Druid mini serie di 4 numeri (1995) (inedita in Italia)
- Rovine mini serie di 2 numeri (1995)
- Doom 2099 nn. 25-39 (1995-96)
- 2099 A.D. Apocalypse (dicembre 1995)
- 2099 A.D. Genesis (gennaio 1996)
- Thor nn. 491-494 (1995-96)
- Carnage: Mindbomb  (1996)
- Storm mini serie di 4 numeri (1996)
- Pryde e Peter Wisdom miniserie di 3 numeri (1996)
- Wolverine nn. 119-122 (1997-1998).
- Ultimate Fantastic Four nn. 7-18 (2004-05)
- Trilogia di Gah Lak Tus (Ultimate Marvel)
  - Incubo (Ultimate Nightmare, 2004)
  - Ultimate Secret (2005)
  - Ultimate Extinction (2006)
- Iron Man (quarta serie) nn. 1-6 (2005-2006)
- Nextwave (2006-2007)
- Newuniversal nn. 1-6 (da febbraio a luglio 2007)
- Astonishing X-Men nn. 25-35 (2008)
- Astonishing X-Men: Ghost Boxes nn. 1-2 (2008)
- Thunderbolts nn. 110-121 (2007-2008; tradotti in italiano in L'Uomo Ragno nn. 473-474, 479-482, Panini Comics, 2007-2008)
- Ultimate Human, miniserie di 4 numeri (2008)
- Astonishing X-Men: Second Stage (2008)
- Moon Knight (Vol.6) nn. 1-5, serie regolare, con Declan Shalvey (disegni), (da marzo a ottobre 2014)

WildStorm
- DV8 nn. 1-8 (1996-1997)
- Stormwatch (prima serie) nn. 37-50 (1996-1997) e Stormwatch (seconda serie) nn. 1-11 (1997-1998)
- WildC.A.T.s/Aliens (1998)
- The Authority nn. 1-12 (1999-2000)
- Planetary nn. 1-26 (1999-2006)
- Global Frequency mini serie di 12 numeri (2002)
- Mek mini serie di 3 numeri (2002) (inedita in Italia)
- Red mini serie di 3 numeri (2003)
- Reload mini serie di 3 numeri (2003)
- Tokyo Storm Warning mini serie di 3 numeri (inedita in Italia)
- Two-step mini serie di 3 numeri (2003) (inedita in Italia)
- Desolation Jones (2005-)
- Ocean mini serie di 6 numeri (2004-2005)
- Planetary n. 27 (dicembre 2009), a distanza di diversi anni dall'uscita del n. 26, l'autore torna a collaborare con John Cassaday per realizzare l'ultimo numero della serie.
- The Wild Storm (febbraio 2017 - in corso di pubblicazione)

DC Comics
- Transmetropolitan nn. 1-60.
- Hellblazer nn. 134-139 e nn. 140-143
- Orbiter (2003).Graphic novel
- Jack Cross (2005-2006). mini di 4 numeri
- JLA Classified nn. 10-15

Image Comics
- City of Silence (2000). mini di 3 numeri
- Ministry of Space (2001-2004).mini di 3 numeri
- Down (Image/Top Cow, 2005-2006). mini di 4 numeri
- Fell (2005-in corso di pubblicazione)
- Trees (2015 - in corso di pubblicazione)
- Injection (2015 - in corso di pubblicazione)

AiT/Planet Lar
- Switchblade Honey (2003). Graphic novel (inedita in Italia)

Avatar Press
- Bacio Morboso (1999)
- Atmospherics  (2002)
- Bad World, miniserie di 3 numeri (2001)
- Blackgas (2006) (inedita in Italia)
- Blackgas 2 (2006-2007) (inedita in Italia)
- Dark Blue (2000).
- Scars, miniserie di 6 numeri (2003)
- Wolfskin  (2006-).
- Black Summer  (2007-)
- Doktor Sleepless, serie regolare (2007)
- Anna Mercury  (2008)
- Gravel (2008)
- FreakAngels, web comic (2008)
- No Hero , miniserie di 8 numeri, periodicità irregolare (n. 0, giugno 2008 - n. 1, settembre 2008 - n. 2, ottobre 2008 - n. 3, dicembre 2008 - n. 4, febbraio 2009 - n. 5, aprile 2009 - n. 6, giugno 2009 - n. 7, settembre 2009)
- Ignition City, disegni di Gianluca Pagliarani, miniserie di 5 numeri, periodicità irregolare (aprile 2009 - ottobre 2009)
- Supergod, disegni di Garrie Gastonny, miniserie di 5 numeri, (2009 - 2010).
- Captain Swing and the Electrical Pirates of Cindery Island, miniserie di 4 numeri (2010)

Dynamite
- Warren Ellis, James Bond - Vargr, illustrazioni di Jason Master, Panini Comics, 2016  [2015], ISBN 9788891221698.
- Warren Ellis, James Bond - Eidolon, illustrazioni di Jason Master, Panini Comics, 2017  [2016], ISBN 9788891227102.

### Romanzi
- Con tanta benzina in vena (Crooked Little Vein, 2007)
- La macchina dei corpi (Gun Machine, 2013)

### Televisione
- Castlevania (come showrunner, 2017)

## Premi e riconoscimenti
- 2004:
  - Premio Sidewise per la storia alternativa per Ministry of Space
- 2007:
  - Eagle Awards:
    - Miglior scrittore di fumetti
    - Miglior nuova serie (per Nextwave)
    - Migliore storia a fumetti pubblicata nel 2006 (per Nextwave)
    - Miglior antagonista (per Dirk Anger)
    - Premio d'onore
- 2010:
  - Eagle Award: miglior fumetto "web-based" (per FreakAngels)
  - British Fantasy Award: nominato per il miglior fumetto/romanzo grafico (per FreakAngels)